# Aaron Gunn
Pour les articles homonymes, voir Gunn.
Aaron Gunn (né en 1989 ou 1990) est un réalisateur et un homme politique canadien en Colombie-Britannique.
Il est député de la circonscription fédérale britanno-colombienne de North Island—Powell River à la Chambre des communes depuis 2025 sous la bannière du Parti conservateur du Canada.

## Biographie

### Premières années et réalisation
Ayant grandit dans le Grand Victoria, Gunn réalise un bachelor of Commerce à l'université de Victoria. Il sert aussi dans le 5e régiment d'artillerie de l'armée de réserve canadienne,.
Après l'université, Gunn travaille avec la Canadian Taxpayers Federation (en) avec qui il développe son style pour le documentaire. Il travaille également avec l'organisation conservatrice Canada Proud pour lequel il réalise environ 200 documentaires de deux minutes sur divers sujets politiques.
Gunn opère aussi une chaîne Youtube avec laquelle il traite de sujets focussant sur la gouvernance canadienne, la taxation et des sujets régionaux,. Sa chaîne acquiert une notoriété avec la parution du documentaire Vancouver is Dying dans lequel il relate la criminalité, l'itinérance et la crise des opioïdes qui touche Vancouver. Le documentaire, qui atteint 4,5 millions de visionnement, est néanmoins dénoncé pour créer une stigmatisation des populations marginalisées.

### Course à la chefferie libérale provinciale
Il tente de se présenter lors de la course à la direction de 2022 du Parti libéral de la Colombie-Britannique, mais sa candidature n'est pas retenue en raison des opinions envers la diversité et la réconciliation,.
Suivant cette disqualification, il fonde Common Sense BC afin de trouver une alternative à la droite des Libéraux provinciaux. Common Sense endosera finalement la candidature de plusieurs candidats du Parti conservateur de la Colombie-Britannique en vue des élections provinciale de 2024.

### Campagne fédérale de 2025
Gunn attire l'attention nationale en raison de propos concernant les pensionnats pour Autochtones et la Commission de vérité et réconciliation du Canada. Ces remarques ont été condamnée par la British Columbia's First Nations Leadership Council ainsi que par d'autres groupes représentants la communauté des Premières Nations.